# Lulu, o Velho
Abu Maomé Lulu (Abu Muhammad Lu'lu), cognominado Alquibir (al-Kabir, "o Velho") e Aljarrai Alçaifi ("[servo]" dos jarráidas e Ceife Adaulá"), foi um escravo militar (gulam) do Emirado de Alepo dos hamadânidas. Sob o governo de Sade Adaulá, tornou-se camareiro, e à morte de Sade em 991 foi nomeado guardião de seu filho e sucessor, Saíde Adaulá. O capaz Lulu logo tornou-se o governante de facto do emirado, assegurando sua posição ao casar sua filha com o jovem emir. Sua perseverança e ajuda do imperador Basílio II Bulgaróctono (r. 976–1025) salvaram Alepo das repetidas tentativas do Califado Fatímida para conquistá-la. À morte de Saíde Adaulá em 1002 — possivelmente envenenado por Lulu — tornou-se o governante do emirado, deserdando os filhos de Saíde. Ele governou com sabedoria até sua morte em 1008/1009. Ele foi sucedido por seu filho, Almançor, que conseguiu manter o trono até ser deposto em 1015/1016.

## Vida

### Primeiros anos e ascensão ao poder
Embora não registrado em nenhuma fonte história, seu nisba de "Aljarrai Alçaifi" sugere que Lulu foi inicialmente servo dos jarráidas da Palestina, antes de servir o governante hamadânida de Alepo, Ceife Adaulá (r. 945–967), sob quem é atestado numa expedição contra Mopsuéstia em 965. Seu nome, que significa "pérola", foi um nome típico de animais de estimação dado a servos e soldados-escravo (gulans) no mundo muçulmano do período. Segundo o historiador Fukozo Amabe, Lulu na verdade parece ter sido um maula (protegido) de certo gulam de Ceife Adaulá chamado Hajraje. Contudo, Amabe afirma que a identificação do historiador Marius Canard de Hajraje com os jarráidas "parece ser um erro".
Sob Sade Adaulá, sucessor de Ceife, Lulu tornou-se camareiro (hájibe), um posto que reteve até a morte de Sade em 991. Em seu leito de morte, Sade nomeou-o como tutor de seu filho, Abu Alfadail. Lulu de fato assegurou a sucessão de Abu Alfadail, melhor conhecido como Saíde Adaulá, e ajudou a salvar sua vida logo após sua ascensão, quando o aventureiro Baquejur tentou tomar Alepo. Logo, fortaleceu sua própria posição ao casar sua filha com o jovem emir, e veio a exercer o governo efetivo do Estado. Muitos de seus rivais, ressentindo seu poder, desertaram à morte de Sade para o Califado Fatímida, que então recomeçou seus ataques contra Alepo. Como Canard escreve, "a história do reinado [de Saíde Adaulá] é quase exclusivamente aquela das tentativas do Egito fatímida de ganhar o Emirado de Alepo, que foram antagonizadas pelo imperador bizantino".

### Entre o Império Bizantino e o Califado Fatímida
Encorajado pelas deserções hamadânidas, o califa Alaziz lançou um primeiro ataque em 992, sob o governador de Damasco, o turco Manjutaquim. O general invadiu o emirado, derrotou em junho uma força bizantina sob o duque de Antioquia Miguel Burtzes e liderou o cerco de Alepo. Ele falhou em conduzir com vigor o cerco, e a cidade foi facilmente capaz de resistir até, na primavera de 993, após 13 meses de campanha, Manjutaquim ser forçado a retornar para Damasco devido a falta de suprimentos. Na primavera de 994, Manjutaquim lançou outra invasão, novamente contra Burtzes na Batalha do Orontes, tomou Homs, Apameia e Xaizar e sitiou Alepo por 11 meses. O bloqueio foi mais efetivo desta vez e logo causou uma severa falta de suprimentos. Saíde Adaulá sugeriu a rendição para Manjutaquim, mas a determinação de Lulu permitiu aos defensores resistirem até a chegada súbita de Basílio II (r. 976–1025) na Síria em abril de 995. Basílio, que estava conduzindo campanha na Bulgária, respondeu aos apelos hamadânidas por ajuda, e cruzou a Ásia Menor em apenas 16 dias como chefe de um exército de 13 000 homens; sua chegada causou pânico no exército fatímida: Manjutaquim incendiou seu acampamento e retirou-se para Damasco sem luta.
Saíde e Lulu apareceram diante do imperador em pessoa como sinal de gratidão e submissão, e em troca ele removeu o pagamento de tributo anual. O interesse de Basílio na Síria era limitado, contudo, e logo após uma breve campanha na qual conduziu um ataque infrutífero contra Trípoli, retornou para Constantinopla. Alaziz, por outro lado, preparou-se para uma grande guerra contra os bizantinos, mas seus preparativos foram interrompidos com sua morte em outubro de 996. A contenda bizantino-fatímida sobre a Síria continuou, com sucessos alternados. Em 995, Lulu fez termos com Alaziz e reconheceu-o como califa, e por alguns anos a influência fatímida sobre Alepo cresceu. Em 998, Lulu e Saíde tentaram tomar a fortaleza de Apameia, mas foram frustrados pelo novo duque bizantino, Damião Dalasseno. A derrota e morte de Dalasseno em batalha com os fatímidas logo depois causou outra intervenção de Basílio no ano seguinte, que estabilizou a situação e fortaleceu a segurança de Alepo ao colocar uma guarnição bizantina em Xaizar. O conflito terminou com outro tratado em 1001 e a conclusão de uma trégua por 10 anos.

### Governante de Alepo
Em janeiro de 1002, Saíde morreu, embora segundo uma tradição registrada por ibne Aladim, foi envenenado em nome de Lulu. Junto com seu filho Almançor, Lulu assumiu o controle direto sobre Alepo, de início como guardião ostensivo de Alboácem Ali e Abu Almali Xarife, filhos de Saíde, até 1003/1004, quando exilou-os no Egito. Como emir, Lulu foi um governante capaz, que foi lembrado por sua sabedoria e justiça. Também conseguir manter a balança entre o Império Bizantino e o Califado Fatímida: embora reconheceu a suserania fatímida, continuou a pagar tributo ao Império Bizantino, e prendeu o aventureiro Alasfar, que desejava lançar uma jiade contra os bizantinos. Lulu morreu em 1008/1009, e foi sucedido por seu filho Almançor. Almançor foi impopular, enfrentou vários desafios ao seu governo de facções e tribos rivais, e rapidamente tornou-se subordinado dos fatímidas. No fim, foi deposto por uma revolta popular em 1015/1116 e foi forçado a procurar refúgio em território bizantino.
Segundo Marius Canard, "Lulu apresenta a imagem de um escravo (gulam) que, por sua energia e habilidade, e favorecido por eventos externos, consegue erguer-se a uma posição de supremacia sobre um emirado, reconhecidamente um emirado de relevância secundária. Poderia ser dito que ele prefigura no século V/XI o que vários dos mamelucos do Egito tornaram-se numa escala maior."